# Kościół św. Bartłomieja w Unisławiu
Kościół św. Bartłomieja w Unisławiu – zabytkowy rzymskokatolicki kościół parafialny w Unisławiu, w powiecie chełmińskim, w województwie kujawsko-pomorskim.

## Historia
Kościół zbudowano we wsi najprawdopodobniej w końcu XII wieku. Z 1445 pochodzi o nim pierwsza wzmianka pisana. W 1728 konsekrowany ponownie, zapewne w wyniku zniszczeń wywołanych potopem szwedzkim. Odnawiany w 1751 lub 1785. W 1841 nadbudowano szczyt nad prezbiterium. W 1904 nastąpiła znacząca rozbudowa świątyni, jej przeorientowanie i nadanie jej cech neogotyckich. Ze starej świątyni zachowało się prezbiterium (obecna kruchta) i fragmenty murów nawy. 

## Wyposażenie
Do cennych elementów wyposażenia należą:
- ołtarz główny z około 1724 (barok) ufundowany przez kanclerza kujawskiego Feliksa Ignacego Kretkowskiego oraz Adama Żuchowskiego, lokalnego proboszcza,
- ołtarze boczne z 1904 (użyto przy ich budowie elementów starszych, XVIII-wiecznych, m.in. barokowych ornamentów),
- chrzcielnica (barok, XVIII wiek),
- kropielnica granitowa, dawna chrzcielnica (prawdopodobnie z drugiej połowy XIII wieku),
- barokowe feretrony,
- krucyfiks barokowy wiszący i drugi - procesyjny (XVIII wiek),
- figura Chrystusa Zmartwychwstałego (zapewne przełom XVIII i XIX wieku)[1].

## Tablice i nagrobki
W kościele umieszczono tablicę pamiątkową ku czci Tadeusza Osowskiego, zamordowanego w obozie koncentracyjnym Flossenbürg 2 czerwca 1943. Przy kościele znajdują się nagrobki lokalnych księży:
- Stanisława Ratkowskiego (1823-1900), proboszcza unisławskiego przez 42 lata,
- Atanazego Ogończyk-Blocha (1867-1945), proboszcza unisławskiego w latach 1912-1945,
- kanonika Józefa Kity (1907-1981), proboszcza unisławskiego,
- prałata Antoniego Musiała (1906-1981),
- kanonika Romualda Nelkowskiego (1932-2016), proboszcza unisławskiego w latach 1989-2008[2].

Przy świątyni stoi też pomnik Polaków zamordowanych przez niemieckich nazistów w 1939: Jana Ziemby, Jana Kołodzieja, Konrada Młodzika, Jana Majkowskiego, Walentego Słomianego i Bronisława Brzozowskiego.

## Galeria

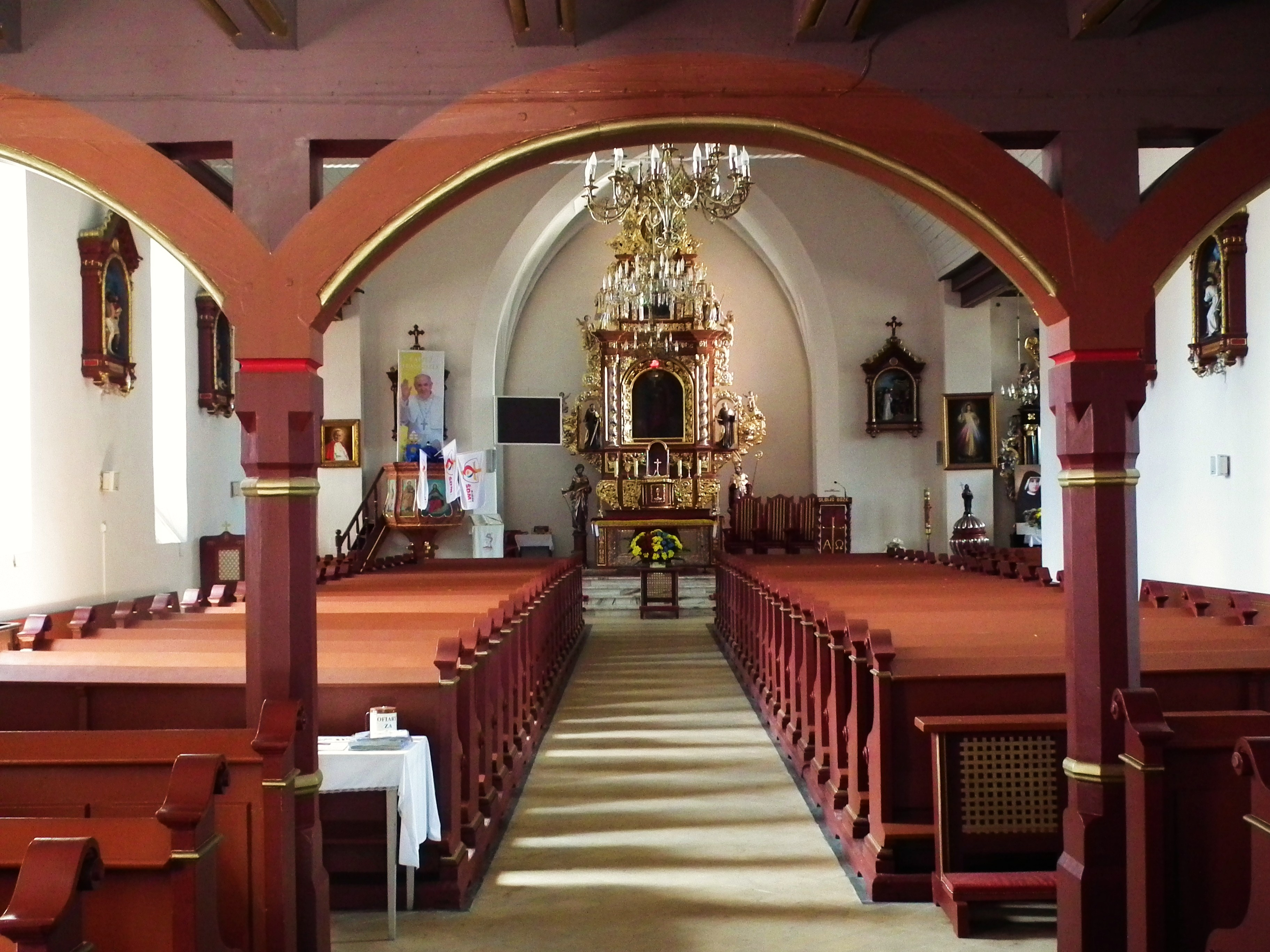
Wnętrze
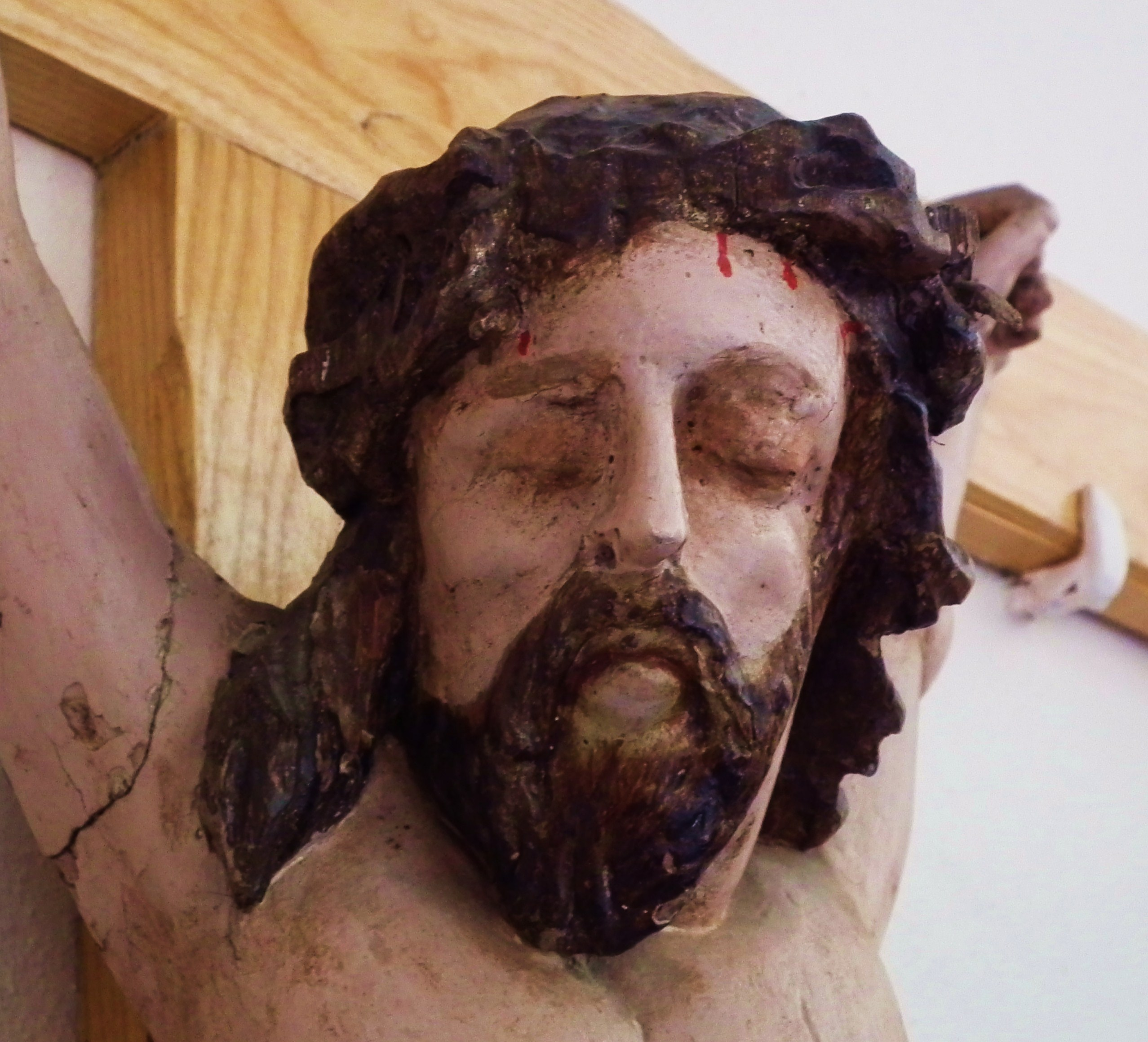
Krucyfiks (XVIII w.)
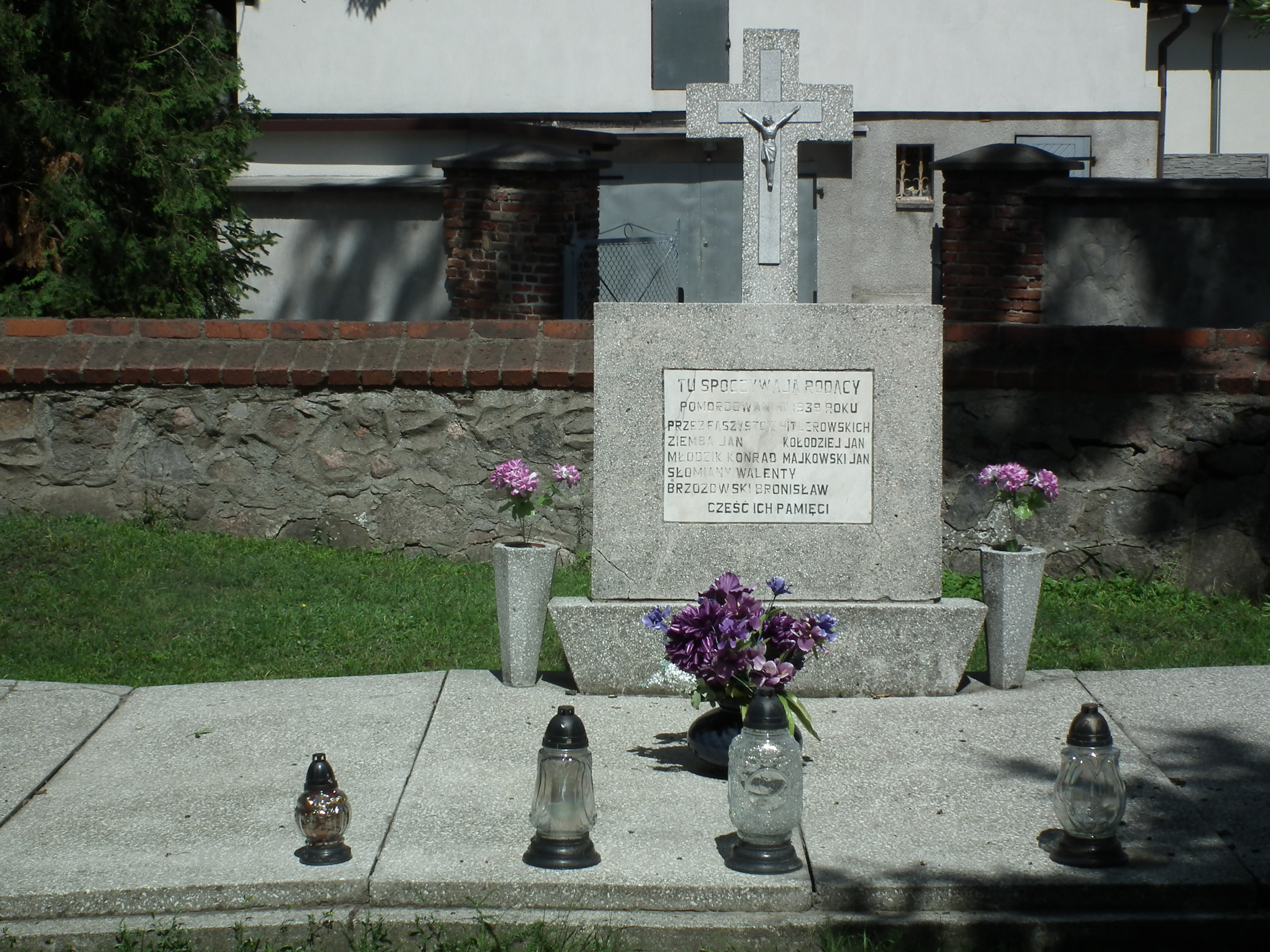
Pomnik ofiar nazizmu